# Krzysztof Janus
Krzysztof Janus (* 25. März 1986 in Brzeg Dolny, Polen) ist ein polnischer Fußballspieler, der vorrangig im rechten Mittelfeld aufläuft.

## Karriere
Krzysztof Janus spielte in seiner Jugend für MKP Wołów, bevor er 2002 den Sprung in die erste Mannschaft schaffte. Über Gawin Królewska Wola (2004–2007) schaffte er den Sprung im Januar 2008 in die Mannschaft des polnischen Erstligisten GKS Bełchatów. Dort konnte er sich nicht als Stammspieler durchsetzen und spielte sowohl in der ersten Mannschaft, als auch in der zweiten Mannschaft, die in der separaten Nachwuchsliga Młoda Ekstraklasa spielt. Im Sommer 2010 wechselte er zum Ligakonkurrenten KS Cracovia, wo er sich jedoch auch nicht durchsetzen konnte. Daher wurde er im Sommer 2011 für ein Jahr an den Zweitligisten KS Polkowice ausgeliehen, wo er Stammspieler wurde. Nach der Saison kehrte er nach Krakau zurück. Ende August 2012 unterschrieb er dann einen Einjahresvertrag beim Drittligisten Wisła Płock mit der Option auf Verlängerung. Der Kontrakt wurde nach dem Aufstieg Wisłas im Jahr 2013 verlängert. Eine Klasse höher machte er mit zweistelligen Trefferzahlen auf sich aufmerksam. Sein Klub verpasste am Ende der Spielzeit 2014/15 als Dritter den Aufstieg in die Ekstraklasa. Janus wechselte anschließend zu Aufsteiger Zagłębie Lubin. Am Ende der Saison 2015/16 konnte er sich mit seiner neuen Mannschaft für die Europa League qualifizieren. In der Saison 2016/17 sicherte er sich mit seinem Team in der Abstiegsrunde den Klassenerhalt. In der Spielzeit 2017/18 kam er nur noch selten zum Einsatz und spielte einige Male in der zweiten Mannschaft. Ende Februar 2018 verließ er Lubin und schloss sich Ligakonkurrent Arka Gdynia an. Doch schon vier Monate später wechselte er weiter zum Zweitligisten Odra Opole.